# Свитјаз
Свитјаз (блр. Свіцязь; рус. Свитязь; пољ. Świteź) крашко је језеро у западном делу Републике Белорусије. Налази се у јужном делу Навагрудског рејона у Гродњенској области.

## Карактеристике
Језеро Свитјаз смештено је у централном делу Навагрудског побрђа, у области која припада басену реке Молчад. Језеро има готово округао облик, максималне дужине до 1,7 км, а ширине до 1,6 км. Површина језера је око 2,24 км² док је запремина свега 0,00672 км³. Максимална дубина је до 15 метара (у просеку око 3 метра). Укупна површина сливног подручја је 14 км². језеро не прима природних притока, а једина отока је речица Своротва. 
Околина језера је обрасла густом мешовитом шумом површине око 847 хектара. Ту расте више од 25 различитих врста дрвећа (храст, јела, граб, јасен, јавор, јасика, делимично чисте борове шуме, те јова и бреза). Због своје биолошке разноликости језеро и његова околина је 1970. проглашено за резерват биосфере од изузетног значаја. 

## Свитјаз у легенди
Према легенди, у време владавине првог литванског књаза Миндовга у XIII веку, на месту данашњег језера постојао је град Свитјаз којим је управљао књаз Туран. Када су руски књазови напали Навагрудак, књаз Миндовг је у помоћ позвао књаза Турана, који се одазвао позиву и са свом својом војском кренуо да помогне пријатељу. Али непријатељ је тада напао и Свитјаз у коме су остали само жене, деца и старци који су се храбро одупирали непријатељу. Пошто нису могли да одбране град, његови становници су одлучили да спале своје домове и тако се спасу ропства и срамоте. Од силне ватре град је пропао у земљу, а на његовом месту се појавило језеро. Сви његови становници претворили су се у цвеће на његовим обалама, а непријатељи су, чим би дотакли сваки цвет, умирали.

## Свитјаз у културном стваралаштву
Чувени пољски и белоруски песник Адам Мицкјевич који је често боравио у овом подручју, 1820. написао је надахнут језером и његовим легендама поеме Свитјаз, а Свитзјанка и Рибка.